# Switzerland's Next Supermodel
Switzerland's Next Supermodel fue un reality show de Suiza basado el en popular formato estadounidense America's Next Top Model en el que un número de mujeres compite por el título de Switzerland's Next Supermodel y una oportunidad para iniciar su carrera en la industria del modelaje. 

## Diferencias con ANTM
En sus miradas, las tareas de edición y eliminación proceso Supermodel era mucho más similar a Next Topmodel de Alemania en lugar de ANTM con tener un estilo en la pasarela delante de los jueces, cada concursante frente a su veredicto individualmente sin ningún orden en particular y dejar que sus concursantes viajarán a más de un destino internacional en un ciclo.

## Ciclo 1 (2007)

### Concursantes
(ages stated are at time of contest)
| Participantes           | Edad | Rank      |
| ----------------------- | ---- | --------- |
| Mirjana Reljic          | 16   | 14th-12th |
| Alexandra               | 19   | 14th-12th |
| Milica Djordjevic       | 21   | 14th-12th |
| Anastasiya Chernichenko | 20   | 11th/10th |
| Noemi Rubera            | 15   | 11th/10th |
| Erika Weibel            | 22   | 9th/8th   |
| Sabine Staubli          | 25   | 9th/8th   |
| Aleksandra Petrovic     | 17   | 7th/6th   |
| Ivana Vucjcic           | 20   | 7th/6th   |
| Tanya Kummenacher       | 21   | 5th/4th   |
| Arina Mirokina          | 16   | 5th/4th   |
| Eliane Heutschi         | 20   | 3rd       |
| Gorana Markovic         | 19   | 2.º Lugar |
| Nathalie Güdel          | 21   | Ganadora  |

### Seguimiento
| Orden | Episodios  | Episodios  | Episodios  | Episodios  | Episodios  | Episodios | Episodios | Episodios | Episodios | Episodios |
| Orden | Orden      | 1          | 2          | 3          | 4          | 5         | 6         | 7         | 7         |           |
| ----- | ---------- | ---------- | ---------- | ---------- | ---------- | --------- | --------- | --------- | --------- | --------- |
| 1     | Erika      | Ivana      | Eliane     | Ivana      | Eliane     | Gordana   | Gordana   | Nathalie  |           |           |
| 2     | Arina      | Aleksandra | Tanya      | Tanya      | Arina      | Nathalie  | Nathalie  | Gordana   |           |           |
| 3     | Anastasiya | Anastasiya | Aleksandra | Eliane     | Tanya      | Eliane    | Eliane    |           |           |           |
| 4     | Nathalie   | Gordana    | Ivana      | Gordana    | Nathalie   | Arina     |           |           |           |           |
| 5     | Rrezearta  | Eliane     | Gordana    | Arina      | Gordana    | Tanya     |           |           |           |           |
| 6     | Noemi      | Nathalie   | Nathalie   | Aleksandra | Aleksandra |           |           |           |           |           |
| 7     | Mirjana    | Tanya      | Arina      | Nathalie   | Ivana      |           |           |           |           |           |
| 8     | Tanya      | Noemi      | Erika      | Erika      |            |           |           |           |           |           |
| 9     | Ivana      | Arina      | Anastasiya | Sabine     |            |           |           |           |           |           |
| 10    | Aleksandra | Erika      | Noemi      |            |            |           |           |           |           |           |
| 11    | Alexandra  | Alexandra  |            |            |            |           |           |           |           |           |
| 12    | Eliane     | Milica     |            |            |            |           |           |           |           |           |
| 13    | Jessica    | Mirjana    |            |            |            |           |           |           |           |           |
| 14    | Milica     |            |            |            |            |           |           |           |           |           |
| 15    | Gordana    |            |            |            |            |           |           |           |           |           |

     Ganadora de SNTM
     Eliminada de SNTM
     Eliminación forzada de SNTM

## Ciclo 2 (2008)

### Concursantes
| Concursante          | Edad | Rank      |
| -------------------- | ---- | --------- |
| Anja Reolon          | 20   | 15th-13th |
| Lauren               | 25   | 15th-13th |
| Imogen MacPherson    | 16   | 15th-13th |
| Sara Keller          | 20   | 12th/11th |
| Angela Melo Ramírez  | 23   | 12th/11th |
| Andrea Bolzli        | 18   | 10th      |
| Henriette            | 17   | 9th       |
| Janine Rohner        | 17   | 8th       |
| Stefanie Thommen     | 17   | 7th/6th   |
| Maja Hatibovic       | 19   | 7th/6th   |
| Tiffany Kappeler     | 20   | 5th       |
| Andrea Franz-Johnson | 23   | 4th       |
| Jesica Martínez      | 23   | 3rd       |
| Radha Binder         | 23   | 2.º Lugar |
| Bianca Bauer         | 18   | Ganadora  |

### Seguimiento
| Orden | Episodios | Episodios | Episodios | Episodios | Episodios | Episodios | Episodios | Episodios | Episodios | Episodios |  |
| Orden | 1         | 2         | 3         | 4         | 5         | 6         | 6         | 7         | 7         |           |  |
| ----- | --------- | --------- | --------- | --------- | --------- | --------- | --------- | --------- | --------- | --------- |  |
| 1     | Janine    | Tiffany   | Jessica   | Jessica   | Andrea F. | Bianca    | Radha     | Bianca    | Bianca    |           |  |
| 2     | Stefanie  | Radha     | Stefanie  | Bianca    | Jessica   | Jessica   | Bianca    | Radha     | Radha     |           |  |
| 3     | Jessica   | Stefanie  | Radha     | Maja      | Tiffany   | Andrea F. | Jessica   | Jessica   |           |           |  |
| 4     | Bianca    | Bianca    | Andrea F. | Radha     | Radha     | Radha     | Andrea F. |           |           |           |  |
| 5     | Angela    | Henriette | Tiffany   | Stefanie  | Bianca    | Tiffany   |           |           |           |           |  |
| 6     | Sara      | Andrea F. | Bianca    | Andrea F. | Maja      |           |           |           |           |           |  |
| 7     | Maja      | Andrea B. | Maja      | Tiffany   | Stefanie  |           |           |           |           |           |  |
| 8     | Radha     | Jessica   | Janine    | Janine    |           |           |           |           |           |           |  |
| 9     | Andrea B. | Janine    | Andrea B. |           |           |           |           |           |           |           |  |
| 10    | Andrea F. | Maja      | Henriette |           |           |           |           |           |           |           |  |
| 11    | Tiffany   | Angela    |           |           |           |           |           |           |           |           |  |
| 12    | Henriette | Sara      |           |           |           |           |           |           |           |           |  |
| 13    | Anja      |           |           |           |           |           |           |           |           |           |  |
| 14    | Imogen    |           |           |           |           |           |           |           |           |           |  |
| 15    | Lauren    |           |           |           |           |           |           |           |           |           |  |

     Ganadora.
     Eliminada por el jurado.
     Eliminada.
- En el episodio 3, Andrea B. y Enriqueta fueron eliminados fuera del panel de jueces.

## PalmarésSwitzerland's Next Supermodel: Finalistas
| Edición                                        | Fecha | Ganadora       | Subcampeona     | Tercera         |
| ---------------------------------------------- | ----- | -------------- | --------------- | --------------- |
| Switzerland's Next Supermodel: Primera edición | 2007  | Nathalie Güdel | Gorana Markovic | Eliane Heutschi |
| Switzerland's Next Supermodel: Segunda edición | 2008  | Bianca Bauer   | Radha Binder    | Jesica Martinez |